# ФК Секешфехервар МАВ

ФК Секешфехервар МАВ (мађ. Székesfehérvári MÁV Előre SC), је бивши мађарски фудбалски клуб . Седиште клуба је било у Секешфехервару, Мађарска. Боје клуба су плава и бела.Клуб је три пута наступао у првој лиги Мађарске.  

## Историјат клуба
ФК Секешфехервар МАВ је у првој лиги дебитовао у сезони 1977/78. Сезону је завршио као шестнаести.

## Достигнућа
- Прва лига Мађарске у фудбалу:
  - 16. место (1) :1977/78.
  - 15. место (1) :1978/79.
  - 16. место (1) :1979/80.